# Bandeira arromântica
A bandeira arromântica é uma bandeira de orgulho que representa o arromantismo, indivíduos arromânticos e a comunidade em si. A bandeira foi feita por Cameron Whimsy em 2014.

## Simbolismo
A bandeira contém 5 faixas de 4 cores distintas: verde, branco, cinza e preto (de cima para baixo).
O verde representa os arromânticos, o branco representa o amor platônico e os relacionamentos, o cinza representa todos os espectros da sexualidade, e por fim a preta representa a aromaticidade restrita.